# تپه میر
تپه میر مربوط به عصر مفرغ - عصر آهن است و در شهرستان کرمانشاه، بخش مرکز ی، دهستان میان دربند، ۶۰۰ متری جنوب روستای احمدآباد علیا واقع شده و این اثر در تاریخ ۱۵ دی ۱۳۸۷ با شمارهٔ ثبت ۲۴۰۹۸ به‌عنوان یکی از آثار ملی ایران به ثبت رسیده است.